# Igor Ivanovich Belanov
Igor Ivanovich Belanov (tiếng Nga: И́горь Ива́нович Бела́нов) hay Ihor Ivanovych Bielanov (tiếng Ukraina: Ігор Іванович Бєланов; sinh ngày 25 tháng 9 năm 1960) là một cựu cầu thủ bóng đá chuyên nghiệp người Liên Xô và Ukraina, từng thi đấu ở vị trí tiền đạo. Ông nổi tiếng khi khoác áo Dynamo Kyiv, nơi ông giành được năm danh hiệu lớn và Quả bóng Vàng năm 1986, ông trở thành cầu thủ người Ukraina thứ hai đoạt giải sau Oleh Blokhin (1975). Sau đó, ông có sáu năm thi đấu tại Đức cho Borussia Mönchengladbach ở Giải bóng đá vô địch quốc gia Đức và Eintracht Braunschweig ở giải hạng Hai Đức, tuy nhiên không gặt hái nhiều thành công. Belanov từng khoác áo đội tuyển bóng đá quốc gia Liên Xô tham dự một giải vô địch bóng đá thế giới và một giải vô địch bóng đá châu âu. Năm 2014, ông được tờ The Guardian đưa vào danh sách 100 cầu thủ xuất sắc nhất lịch sử World Cup. Năm 2011, ông cùng Oleh Blokhin và Vitaliy Starukhin được vinh danh là "huyền thoại bóng đá Ukraina" tại lễ trao giải Victory of Football.

## Sự nghiệp câu lạc bộ

### Khởi đầu và Dynamo Kyiv
Belanov sinh ra tại tỉnh Odesa, Cộng hòa Xã hộ chủ nghĩa Xô Viết Ukraina, Liên Xô. Ông bắt đầu sự nghiệp thi đấu chuyên nghiệp tại quê nhà trong màu áo câu lạc bộ SKA Odesa và FC Chornomorets Odesa. Năm 1985, ông gia nhập đội bóng lớn của quốc gia là FC Dynamo Kyiv, và ghi được 10 bàn ngay trong mùa giải đầu tiên, cũng trong mùa giải này Dynamo giành cú đúp vô địch giải Hạng Nhất và cúp quốc gia. Cùng với các đồng đội là Oleh Blokhin và Oleksandr Zavarov, Belanov dẫn đầu danh sách ghi bàn tại Cúp C2 châu Âu mùa giải 1985–1986 (mỗi người ghi 5 bàn), giúp Dynamo vô địch giải đấu lần thứ hai. Ông thi đấu trọn vẹn 90 phút trong trận chung kết gặp Atlético Madrid với chiến thắng 3–0.

### Tại Đức
Giữa năm 1989, ở tuổi 29, Belanov cuối cùng cũng được phép chuyển sang thi đấu ở Tây Âu, gia nhập câu lạc bộ Borussia Mönchengladbach của Đức. Ông ra mắt Bundesliga vào ngày 4 tháng 11 năm 1989 trong trận thua 0–4 trước VfB Stuttgart. Tuy nhiên, ông thi đấu không thành công và chỉ ghi được 5 bàn sau một mùa rưỡi tại đây. Danh tiếng của Belanov tại câu lạc bộ tiếp tục giảm sút vào tháng 1 năm 1990 khi ông và vợ bị bắt vì trộm quần áo trị giá 2.000 Mác Đức. Dù ông đã khẳng định mình vô tội, tòa vẫn tuyên án ông có tội kèm theo mức phạt 24.000 Mác Đức. Ông gặp khó khăn tài chính do yêu cầu được trả lương bằng Đô La Mĩ – loại tiền mà ông tin tưởng hơn đồng Mác – nhưng đồng Đô La Mĩ lúc đó lại mất giá mạnh. Tháng 1 năm 1991, Belanov chuyển sang Eintracht Braunschweig ở giải hạng Hai Đức (2. Bundesliga) với mức phí chuyển nhượng 450.000 Mác Đức. Ông ra mắt đội bóng mới vào ngày 23 tháng 2 và ghi tổng cộng 21 bàn sau ba mùa giải. Tuy nhiên, ở mùa 1992–1993, đội bóng bị xuống hạng và Belanov không ra sân trận nào.

### Giải nghệ
Năm 1995, Belanov trở về Ukraina thi đấu cho Chernomorets một mùa giải, sau đó kết thúc sự nghiệp trong màu áo FC Illychivets Mariupol, nơi ông chỉ ra sân 5 trận trong hai mùa giải trước khi giải nghệ ở tuổi gần 37.

## Sự nghiệp quốc tế
Belanov đã thi đấu 33 trận cho đội tuyển quốc gia Liên Xô và ghi được 8 bàn thắng. Màn trình diễn ấn tượng nhất của ông là tại World Cup 1986 ở Mexico, nơi ông ghi 4 bàn và kiến tạo 6 lần, giúp đội tuyển (trong đó có đến 13 cầu thủ của Dynamo Kyiv) vào tới vòng 1/8. Ông lập cú hat-trick trong trận gặp Bỉ, nhưng đội vẫn thua 3–4 sau hiệp phụ. Chính màn thể hiện xuất sắc ở World Cup cùng với chức vô địch Cúp C2 châu Âu cùng Dynamo Kyiv đã giúp Belanov giành danh hiệu Cầu thủ xuất sắc nhất châu Âu (Ballon d'Or) năm 1986. Ông cũng góp mặt trong đội hình Liên Xô vào tới chung kết Euro 1988, nơi họ gặp Hà Lan. Ở trận này, khi tỉ số đang là 2–0 nghiêng về phía Hà Lan, Liên Xô được hưởng một quả phạt đền nhưng Belanov lại sút hỏng khi bị thủ môn Hans van Breukelen cản phá, và tỉ số giữ nguyên cho đến hết trận, giúp Hà Lan lên ngôi vô địch châu Âu. Tổng cộng, Belanov có 33 lần khoác áo đội tuyển quốc gia từ năm 1985 đến 1990.

## Lối chơi
Belanov nổi tiếng với thể lực vượt trội, đặc biệt là tốc độ chạy và những cú sút mạnh mẽ. Ông là một trong những cầu thủ chạy nhanh nhất trong lịch sử bóng đá Liên Xô, cùng với Oleh Blokhin.Tuy nhiên, trong khi Blokhin được huấn luyện bài bản bởi cha mẹ vốn là vận động viên điền kinh chuyên nghiệp, thì Belanov chưa từng được đào tạo chạy nước rút chính thức. Dù vậy, ông vẫn có thể chạy 50 mét trong 5,7 giây (tính bằng tay) – chỉ chậm hơn khoảng 0,3 giây so với kỷ lục thế giới thời điểm đó.

## Sau khi giải nghệ
Belanov chuyển sang lĩnh vực kinh doanh sau khi kết thúc sự nghiệp cầu thủ. Ông trở lại được chú ý vào tháng 8 năm 2003 khi trở thành cổ đông lớn nhất của câu lạc bộ FC Wil (Thụy Sĩ), thay thế chủ tịch trước đó là Andreas Hafen – người bị kết án 5 năm tù vì biển thủ 51 triệu franc Thụy Sĩ từ ngân hàng UBS. Hành động đầu tiên của Belanov tại FC Wil là thay huấn luyện viên Martin Andermatt bằng Oleksandr Zavarov, đồng đội cũ tại Dynamo Kyiv, dù Zavarov không có bằng huấn luyện viên UEFA, buộc Belanov phải bổ nhiệm Joachim Müller làm huấn luyện viên chính. Zavarov giữ vai trò giám đốc kỹ thuật, nhưng Müller bị sa thải sau 3 tháng và được thay bằng Tomáš Matějček. Tuy nhiên, phương pháp huấn luyện khắc nghiệt của Matějček khiến các cầu thủ phản đối mạnh mẽ, buộc Belanov phải bổ nhiệm lại Müller làm huấn luyện viên trưởng và Stephan Lehmann làm trợ lý. Đây cũng là những hành động cuối cùng của Belanov tại FC Wil trước khi rút khỏi vai trò chủ tịch và cổ đông. Ngoài ra, Belanov còn sở hữu một học viện bóng đá mang tên mình tại Odesa, quê nhà. Năm 2018, ông tham gia Ban phát triển chiến lược của Liên đoàn bóng đá Ukraina. Đến năm 2022, khi Nga xâm lược Ukraina, Belanov gia nhập lực lượng phòng vệ lãnh thổ tại Odesa để bảo vệ quê hương.

## Thống kê sự nghiệp

### Cấp câu lạc bộ
| Câu lạc bộ               | Mùa giải       | Giải đấu                        | Giải đấu      | Giải đấu     | Cúp           | Cúp          | Châu Âu       | Châu Âu      | Khác          | Khác         | Tổng          | Tổng         |
| Câu lạc bộ               | Mùa giải       | Hạng đấu                        | Số lần ra sân | Số bàn thắng | Số lần ra sân | Số bàn thắng | Số lần ra sân | Số bàn thắng | Số lần ra sân | Số bàn thắng | Số lần ra sân | Số bàn thắng |
| ------------------------ | -------------- | ------------------------------- | ------------- | ------------ | ------------- | ------------ | ------------- | ------------ | ------------- | ------------ | ------------- | ------------ |
| SKA Odesa                | 1979           |                                 | 32            | 5            | –             | –            | –             | –            | –             | –            | 32            | 5            |
| SKA Odesa                | 1980           |                                 | 36            | 11           | –             | –            | –             | –            | –             | –            | 36            | 11           |
| SKA Odesa                | Tổng           | Tổng                            | 68            | 16           | 0             | 0            | 0             | 0            | 0             | 0            | 68            | 16           |
| Chornomorets Odesa       | 1981           | Giải vô địch quốc gia Liên Xô   | 27            | 6            | 2             | 0            | –             | –            | –             | –            | 29            | 6            |
| Chornomorets Odesa       | 1982           | Giải vô địch quốc gia Liên Xô   | 29            | 2            | 4             | 1            | –             | –            | –             | –            | 33            | 3            |
| Chornomorets Odesa       | 1983           | Giải vô địch quốc gia Liên Xô   | 27            | 7            | 1             | 0            | –             | –            | –             | –            | 28            | 7            |
| Chornomorets Odesa       | 1984           | Giải vô địch quốc gia Liên Xô   | 33            | 11           | 5             | 3            | –             | –            | –             | –            | 38            | 14           |
| Chornomorets Odesa       | Tổng           | Tổng                            | 116           | 26           | 12            | 4            | 0             | 0            | 0             | 0            | 128           | 30           |
| Dynamo Kyiv              | 1985           | Giải vô địch quốc gia Liên Xô   | 31            | 10           | 4             | 2            | 4             | 1            | –             | –            | 39            | 13           |
| Dynamo Kyiv              | 1986           | Giải vô địch quốc gia Liên Xô   | 22            | 10           | 1             | 0            | 8             | 4            | 1             | 0            | 32            | 14           |
| Dynamo Kyiv              | 1987           | Giải vô địch quốc gia Liên Xô   | 23            | 8            | 6             | 3            | 6             | 1            | 2             | 1            | 37            | 13           |
| Dynamo Kyiv              | 1988           | Giải vô địch quốc gia Liên Xô   | 27            | 9            | 4             | 1            | –             | –            | –             | –            | 31            | 10           |
| Dynamo Kyiv              | 1989           | Giải vô địch quốc gia Liên Xô   | 18            | 3            | 4             | 1            | –             | –            | –             | –            | 22            | 4            |
| Dynamo Kyiv              | Tổng           | Tổng                            | 121           | 40           | 19            | 7            | 18            | 6            | 3             | 1            | 161           | 54           |
| Borussia Mönchengladbach | 1989–1990      | Bundesliga                      | 14            | 4            | 1             | 0            | –             | –            | –             | –            | 15            | 4            |
| Borussia Mönchengladbach | 1990–1991      | Bundesliga                      | 10            | 0            | 2             | 1            | –             | –            | –             | –            | 12            | 1            |
| Borussia Mönchengladbach | Tổng           | Tổng                            | 24            | 4            | 3             | 1            | 0             | 0            | 0             | 0            | 27            | 5            |
| Eintracht Braunschweig   | 1990–1991      | 2. Bundesliga                   | 9             | 3            | –             | –            | –             | –            | –             | –            | 9             | 3            |
| Eintracht Braunschweig   | 1991–1992      | 2. Bundesliga                   | 29            | 10           | 1             | 1            | –             | –            | –             | –            | 30            | 11           |
| Eintracht Braunschweig   | 1992–1993      | 2. Bundesliga                   | –             | –            | –             | –            | –             | –            | –             | –            | –             | –            |
| Eintracht Braunschweig   | 1993–1994      | Oberliga Nord                   | 26            | 8            | 1             | 0            | –             | –            | 4             | 0            | 31            | 8            |
| Eintracht Braunschweig   | Tổng           | Tổng                            | 64            | 21           | 2             | 1            | 0             | 0            | 4             | 0            | 70            | 22           |
| Chornomorets             | 1995–1996      | Giải bóng đá Ngoại hạng Ukraina | 3             | 1            | –             | –            | –             | –            | –             | –            | 3             | 1            |
| Metalurh Mariupol        | 1995–1996      | Giải hạng Nhì Ukraina           | 1             | 0            | –             | –            | –             | –            | –             | –            | 1             | 0            |
| Metalurh Mariupol        | 1996–1997      | Giải hạng Nhất Ukraina          | 4             | 4            | –             | –            | –             | –            | –             | –            | 4             | 4            |
| Metalurh Mariupol        | Tổng           | Tổng                            | 5             | 4            | 0             | 0            | 0             | 0            | 0             | 0            | 5             | 4            |
| Tổng sự nghiệp           | Tổng sự nghiệp | Tổng sự nghiệp                  | 401           | 112          | 36            | 13           | 18            | 6            | 7             | 1            | 462           | 132          |

### Cấp quốc tế
| Đội tuyển quốc gia | Năm  | Số lần ra sân | Số bàn thắng |
| ------------------ | ---- | ------------- | ------------ |
| Liên Xô            | 1985 | 3             | 0            |
| Liên Xô            | 1986 | 8             | 6            |
| Liên Xô            | 1987 | 7             | 2            |
| Liên Xô            | 1988 | 13            | 0            |
| Liên Xô            | 1989 | 1             | 0            |
| Liên Xô            | 1990 | 1             | 0            |
| Tổng               | Tổng | 33            | 8            |

Tỷ số và kết quả liệt kê số bàn thắng của Liên Xô trước, cột tỷ số hiển thị kết quả sau mỗi bàn thắng của Belanov.
| # | Ngày                 | Địa điểm                                          | Đối thủ  | Bàn thắng | Kết quả | Giải đấu            |
| - | -------------------- | ------------------------------------------------- | -------- | --------- | ------- | ------------------- |
| 1 | 2 tháng 6 năm 1986   | Sân vận động Sergio León Chávez, Irapuato, México | Hungary  | 3–0       | 6–0     | World Cup 1986      |
| 2 | 15 tháng 6 năm 1986  | Sân vận động Nou Camp, León, México               | Bỉ       | 1–0       | 3–4     | World Cup 1986      |
| 3 | 15 tháng 6 năm 1986  | Sân vận động Nou Camp, León, México               | Bỉ       | 2–1       | 3–4     | World Cup 1986      |
| 4 | 15 tháng 6 năm 1986  | Sân vận động Nou Camp, León, México               | Bỉ       | 3–4       | 3–4     | World Cup 1986      |
| 5 | 11 tháng 10 năm 1986 | Sân vận động Công viên các Hoàng tử, Paris, Pháp  | Pháp     | 1–0       | 2–0     | Vòng loại Euro 1988 |
| 6 | 29 tháng 10 năm 1986 | Sân vận động Lokomotiv, Simferopol, Liên Xô       | Na Uy    | 2–0       | 4–0     | Vòng loại Euro 1988 |
| 7 | 29 tháng 4 năm 1987  | Sân vận động Cộng hòa, Kiev, Liên Xô              | Đông Đức | 2–0       | 2–0     | Vòng loại Euro 1988 |
| 8 | 28 tháng 10 năm 1987 | Sân vận động Lokomotiv, Simferopol, Liên Xô       | Iceland  | 1–0       | 2–0     | Vòng loại Euro 1988 |

## Danh hiệu

### Dynamo Kyiv
- Cúp C2 châu Âu (UEFA Cup Winners' Cup): 1985–1986
- Vô địch giải vô địch quốc gia Liên Xô (Soviet Top League): 1985, 1986
- Cúp bóng đá Xô Viết (Soviet Cup): 1985, 1987, 1990
- Siêu cúp Liên Xô (Soviet Super Cup): 1986, 1987

### Liên Xô
- Á quân Giải vô địch bóng đá châu Âu (UEFA Euro): 1988

### Cá nhân
- Quả bóng vàng (Ballon d'Or): 1986
- Vua phá lưới Cúp C2 châu Âu: 1985–1986
- Đội hình tiêu biểu của Guerin Sportivo: 1986
- Cầu thủ xuất sắc nhất năm của tạp chí World Soccer: Á quân 1986
- Chiếc giày đồng World Cup: 1986
- Cầu thủ Đông Âu xuất sắc nhất mùa (ADN): 1986
- Vua kiến tạo Euro: 1988
- Top 100 cầu thủ World Cup mọi thời đại (The Times)
- Top tiền đạo hay nhất thập niên 80 (FourFourTwo): hạng 19 – năm 2023
- Vận động viên danh hiệu cao quý của thể thao (Liên Xô): 1986
- Top 33 cầu thủ xuất sắc nhất Liên Xô (4 lần):
  - 1985 – hạng 3
  - 1986 – hạng 1
  - 1987 – hạng 3
  - 1988 – hạng 3
- Đội hình FIFA XI: 1991, 1998
- Giải Golden Foot: 2008 (hạng mục huyền thoại)